# Duc d'Exeter
Le titre de duc d'Exeter a été créé trois fois dans la pairie d'Angleterre quand Exeter était la ville principale du Devon.

## Histoire du titre
En 1397, Richard II crée le titre en faveur de son demi-frère utérin Jean Holland. 
En 1416, Henri V crée le titre en faveur de son oncle Thomas Beaufort, mais le titre n'est pas héréditaire.
En 1439, Henri V crée le titre en faveur du fils de Jean Holland, son cousin germain.
Le titre ne fut pas recréé, bien que les titres de comte et marquis d'Exeter aient été utilisés depuis.

## Première création (1397)
- 1397-1399 : Jean Holland (1352 – 1400), comte de Huntingdon. Fils de Thomas Holland et de Jeanne Plantagenêt, comte et comtesse de Kent. Exécuté pour trahison.

Le titre est confisqué en 1399.

## Deuxième création (1416)
- 1416-1426 : Thomas Beaufort (1377 – 1426), comte de Dorset. Fils de Jean de Gand, duc de Lancastre.

Faute d'héritier mâle, le titre s'éteint.

## Troisième création (1439)
- 1439-1447 : Jean Holland (1395 – 1447), comte de Huntingdon. Fils de Jean Holland et d'Élisabeth de Lancastre (fille de Jean de Gand) ;
- 1447-1475 : Henri Holland (1430 – 1475), comte de Huntingdon. Fils du précédent.

Faute d'héritier mâle, le titre s'éteint.